# Johann Georg Schmidt (Maler)
Johann Georg Schmidt (* 1694 in Planá u Mariánských Lázní in Böhmen; † 1. September 1765 in Prag) war ein Barockmaler. Zur Unterscheidung vom bekannteren Namensvetter Martin Johann Schmidt (Kremser Schmidt) wurde er auch Wiener Schmidt genannt. Die Werke der beiden Künstler wurden manchmal verwechselt, da anscheinend beide auch im Bezirk Krems tätig waren und es möglicherweise auch Kontakte zwischen ihnen gegeben hat. Da es in dieser Zeit sehr viele Künstler mit dem Namen Johann (Hans) Georg Schmid (Schmied, Schmidt, Schmiedt) gab sind die Lebensdaten nicht gesichert und variieren zwischen 1685 und 1748 und 1694 bis 1765.

## Leben
Schmidt war ein Sohn des Malers Caspar (Kaspar) Schmidt, sowie ein Bruder der Maler Paul und Wenzel Schmidt. Er wurde als geschickter Staffierer und Maler bezeichnet, der  mehrere Altarbilder in der ehemaligen Jesuitenkirche in Olmütz anfertigte. Für das Hochaltarbild Maria Schnee (1721 gemalt) soll er mit 550 fl. entlohnt worden sein.
Er soll eine Ausbildung im Atelier von Peter Strudel erhalten haben und von Martino Altomonte beeinflusst worden sein. Er arbeitete oft mit Architekten wie Johann Lucas von Hildebrandt zusammen. Vor allem in Niederösterreich und Wien sind viele Hochaltarbilder sowie Deckengemälde erhalten, unter anderem in Stift Altenburg, Stift Klosterneuburg, Stift Lilienfeld und Stift Zwettl. Ein Beispiel für die unterschiedliche Zuschreibung der Werke sind die 14 Nothelfer in der Pfarrkirche Imbach, die Franz Xaver Schweickhardt als ein Jugendwerk des Kremser Schmidt einstufte.

## Zugeschriebene Werke (Auswahl)

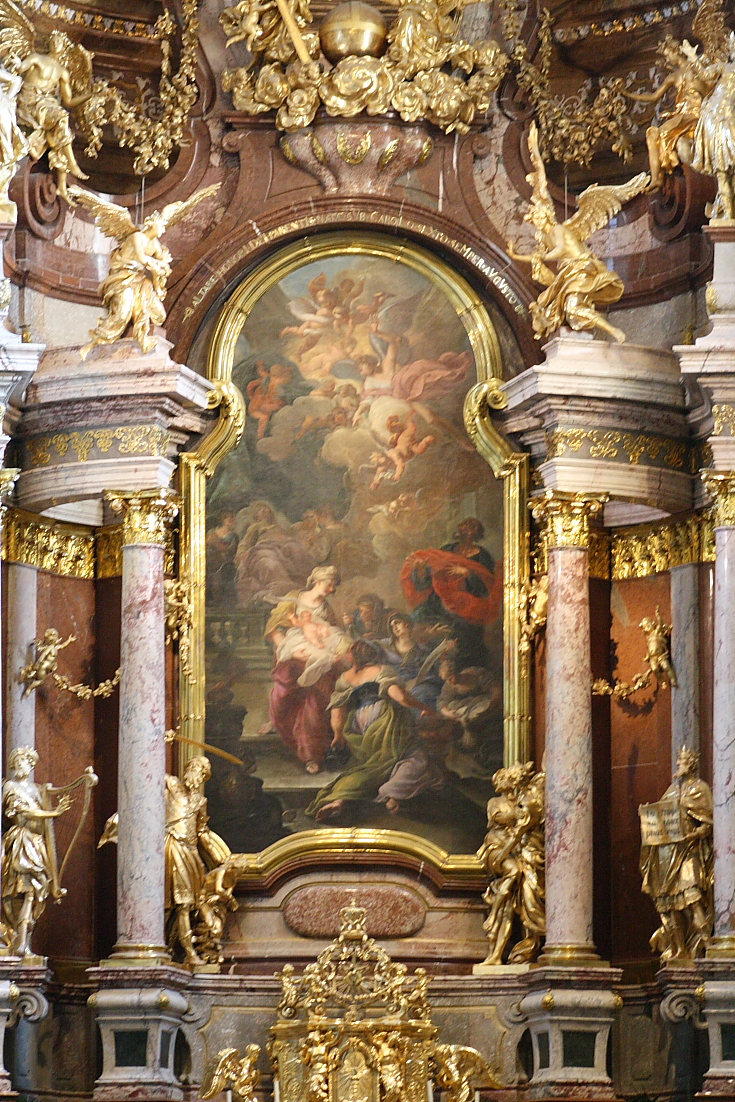
Hochaltarbild Geburt Mariä in der Stiftskirche Klosterneuburg (1727)

- 1719: Martyrium des Heiligen Sebastian und Glorie des Heiligen Ignatius in der Annakirche in Wien
- 1720: Heiliger Nikolaus aus der Kapelle des Jagdschlosses Schmida (heute Stiegenaufgang des Rathauses von Stockerau)
- 1720: Marienkrönung mit hl. Petrus und Paulus in der Pfarrkirche St. Veit an der Gölsen, ehemaliges Hochaltarbild
- 1721: Hochaltarbild Verklärung des hl. Ulrich von Augsburg mit einer Darstellung der Schlacht von Ebenfurth in der Pfarrkirche Ebenfurth
- 1724: Heilige Familie mit Anna, Judas Thaddäus u. Nikolaus von Tolentino, in der Pfarrkirche Maria Jeutendorf, Seitenaltar
- 1725: Johannes Nepomuk in der Pfarrkirche Etsdorf am Kamp, Seitenaltar
- 1727: Marienverehrung in der Stiftskirche Klosterneuburg
- 1730: Die Taufe Jesu durch Johannes den Täufer in der Malteserkirche in Wien, Hochaltar[7]
- 1730: Triumph der Kunst und des Handels, Schlösschen auf der Weide, Deckenfresko im Marmorsaal[8]
- 1732: Altar der Ordensheiligen im Stift Zwettl, südlicher Querschiffaltar
- 1733: Hochaltarblatt Johannes der Täufer und Seitenaltarblatt Martyrium des Johannes Nepomuk in der Pfarrkirche Weißenalbern
- 1733: Tod des heiligen Benedikt im Stift Altenburg
- 1734: Martyrium des hl. Vitus in der Pfarrkirche St. Veit in Krems, Hochaltar
- 1737: Vierzehn Nothelfer in der Pfarrkirche Imbach, rechter Seitenaltar
- 1739: Karl Borromäus und Johannes Nepomuk, Wallfahrtskirche in Maria Taferl
- 1739: Heiliger Isidor von Madrid in der Pfarrkirche Vöcklamarkt, Seitenaltar
- 1747: Apokalyptische Frau in der Pfarrkirche Weitra
- Johannes Nepomuk, Priesterseminarkirche Hl. Kreuz in Linz, Seitenaltar
- Heilige Familie, in der Filialkirche in St. Michael in Weißenkirchen
- Johannes Nepomuk, Augustinus und Nikolaus  im Stift Sankt Andrä an der Traisen